# Syllepte hypoxantha
Syllepte hypoxantha là một loài bướm đêm trong họ Crambidae.